# Kamoning
Kamoning is een bestuurslaag in het regentschap Sampang van de provincie Oost-Java, Indonesië. Kamoning telt 4232 inwoners (volkstelling 2010).